# Schwert (Schiffbau)

Zentralschwert

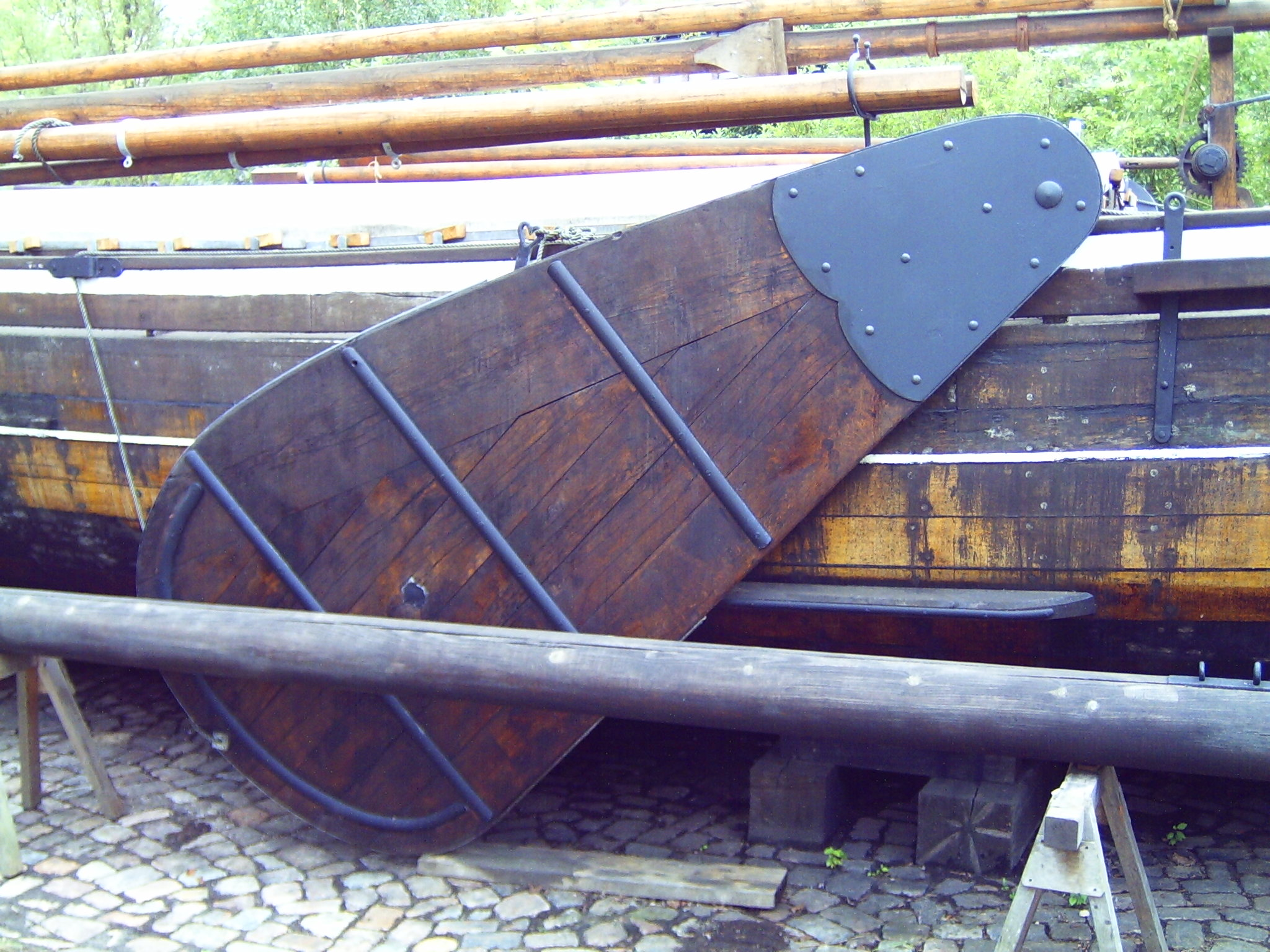
Seitenschwert eines hölzernen Frachtewers

Unter einem Schwert versteht man im Schiffbau und in der Seefahrt eine oder zwei auf Schwertbooten parallel zur Fahrtrichtung senkrechte Platten aus Stahl, Holz oder GFK zur Verminderung der Abdrift bzw. zur Umsetzung der Abdrift in Vortrieb.
Neben dem Haupttypus, den Zentralschwertern, unterscheidet man zwischen den Seitenschwertern (bei Ewern und anderen Flachbodenschiffen paarweise seitlich außenbords angebracht) und Kimmschwertern (zwei Seitenschwerter innerhalb des Bootsrumpfes); Kielschwerter sollen die Vorzüge des aufholbaren Schwertes und des Ballastkiels miteinander verbinden.
Der Tiefgang des Schwertes kann in der Regel stufenlos verstellt werden. Das erleichtert das Manövrieren bei geringer Wassertiefe und ermöglicht höhere Geschwindigkeiten durch ein Heraufholen des Schwertes bei Vorwindkurs und vorwindnahen Raumschotskursen, da so der Wasserwiderstand verringert wird. Ein verstellbares Schwert wird von einem umgebenden Schwertkasten gehalten.
Ein Schwert vermindert die seitliche Abdrift vor allem durch die größere Fläche im Lateralplan, bei höheren Geschwindigkeiten aber auch durch den dynamischen Auftrieb der anliegenden laminaren Strömung. Mangels Masse schützt ein Schwert, im Gegensatz zu Flossenkielen oder Ballastschwertern, nicht gegen Kentern. Es dämpft aber durch den seitlichen Wasserwiderstand die Rollbewegungen und stabilisiert so das Boot.

## Mechanismen
Am gebräuchlichsten ist das Klapp-Schwert, welches an seinem Kopfende an einer quer zur Fahrtrichtung liegenden Achse befestigt ist. Das Kopfende selbst zeigt dabei in Fahrtrichtung, das heißt, das Schwert klappt entgegen der Fahrtrichtung aus. Bei einer Grundberührung kann daher das Schwert wieder zurückklappen, was unter Umständen größere Schäden am Boot verhindert. Die Höhenverstellung des Schwertes erfolgt bei leichten Schwertern durch zwei gegenläufige Leinen (Schwertfall und Niederholer). Nachteil dieser Konstruktion ist der größere Platzbedarf für den Schwertkasten. Bei Ballastschwertern genügt ein Seil zum Aufholen, das zur Krafteinsparung durch eine Talje (Flaschenzug) übersetzt sein kann; manche Ballastschwerter werden mit Kurbeltrieben oder hydraulisch betätigt. 
Eine andere Ausführungsform stellt das nicht drehbar gelagerte Klemm-Schwert oder Steck-Schwert dar. Die Höhenverstellung erfolgt hierbei durch Hoch- oder Runterschieben, dabei klemmt sich das Schwert durch seine besondere Form selbst im Schwertkasten fest. Nachteil dieser Konstruktion ist die höhere Beanspruchung des Schwertes an den Kanten und die gegenüber dem Klapp-Schwert nicht so präzise und dauerhaft einstellbare Position. Außerdem muss ein vollständig aufgeholtes Schwert normalerweise komplett aus dem Schwertkasten entnommen und an Deck verstaut werden.